# Grutle Kjellson
Grutle Kjellson, född Kjetil Tvedte Grutle 24 december Musikåret 1973 i Sveio kommun, Hordaland fylke, Norge, är en norsk musiker och låtskrivare. Han är sångare och basgitarrist för det progressiva viking metal/black metal-bandet Enslaved. Kjellson bildade Enslaved med band-kompisen från death metal-bandet "Phobia", Ivar Bjørnson. De två är de enda kvarvarande av originaluppsättningen i Enslaved. Kjellson och Bjørnson spelade tillsammans i Phobia från 1989. De bestämde att de ville skapa ett nytt band i en mer black metal-stil, och efter att ha upptäckt sin gemensamma fascination för nordisk mytologi, blev det starten på Enslaved.
Grutle Kjellson har en gästuppträdande på låten "High on Cold War" på Darkthrones EP, Too Old, Too Cold från 2006. Han bidrar också, tillsammans med Enslaved-kollegan Arve Isdal, Herbrand Larsen och skådespeleskan Laraine Newman, i tv-serien Metalocalypse som en av "The Klokateers".

## Diskografi (urval)
Studioalbum med Enslaved
- Vikingligr Veldi (1994)
- Frost (1994)
- Eld  (1997)
- Blodhemn (1998)
- Mardraum – Beyond the Within (2000)
- Monumension (2001)
- Below the Lights (2003)
- Isa (2004)
- Ruun (2006)
- Vertebrae (2008)
- Axioma Ethica Odini (2010)
- RIITIIR (2012)
- In Times (2015)

Studioalbum med Desekrator
- Metal for Demons (1998)

Studioalbum med Trinacria
- Travel Now Journey Infinitely (2008)